# Lolog-Berberitze
Die Lolog-Berberitze (Berberis × lologensis) ist eine Naturhybride aus der Linearblättrigen Berberitze (Berberis longifolia) und Berberis darwinii. Sie wurde 1927 von Harold Comber in der Nähe des argentinischen Lolog-Sees gefunden.

## Beschreibung
Der mittelgroße, immergrüne Strauch weist unterschiedlich geformte Blätter auf. Es finden sich an dieser Pflanze sowohl ganzrandige als auch stachelige Blätter. Die Blattoberseite ist glänzend dunkelgrün, die Unterseite blaugrün. Die dreiteiligen Blattdornen sind höchstens 5 mm lang.
Orangegelbe Blüten hängen zu drei bis neun in Doldentrauben.

## Verwendung
Wie viele andere Berberitzen findet diese Pflanzenart und ihre Sorten als Zierstrauch Verwendung.

## Zuchtformen
Es sind unterschiedliche Formen bekannt:
- 'Apricot Queen' ist ein Strauch mit blass orangefarbenen Blüten.
- 'Highdown' ist niedrigwüchsig und gedrungen; die Blattdornen sind krallenförmig gebogen.
- Die Sorten 'Mystery Fire' und 'Stapehill' weisen intensiv orangefarbene Blüten auf.